# Пиловий вихор

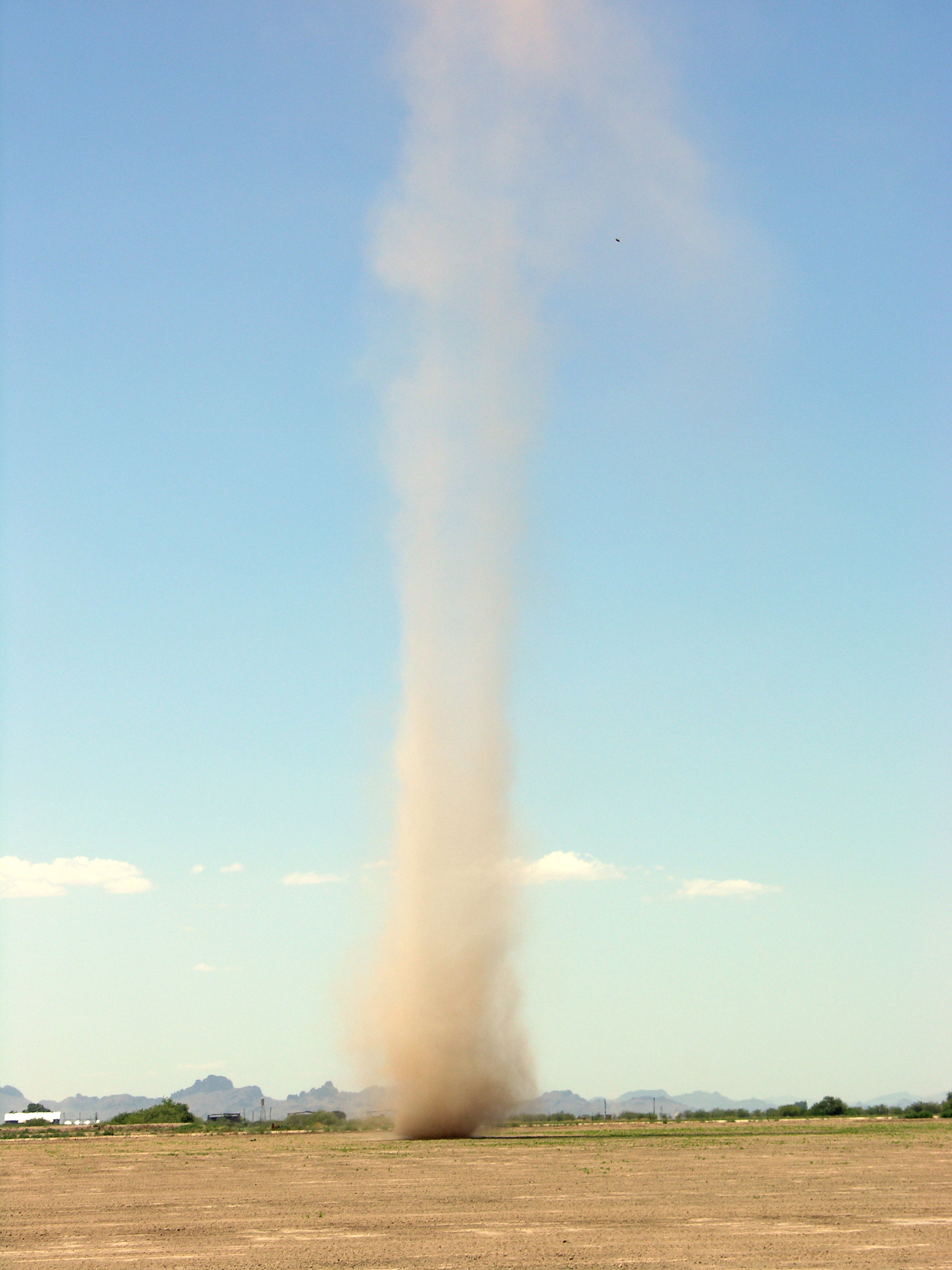
Пиловий вихор в Аризоні

Пиловий вихор (англ. Dust whirlwind) або піщаний вихор, у Північній Америці також відомий як пиловий диявол (англ. Dust devil) — це сильний, добре сформований і відносно короткочасний смерч-вихор. Його розмір коливається від невеликого (пів метра завширшки та кілька метрів заввишки) до великих (більше 10 метрів завширшки та понад 1 км заввишки). Основний вертикальний рух — вгору. Пилові вихори зазвичай нешкідливі, але в рідкісних випадках можуть стати настільки великими, що становлять загрозу як для людей, так і для будівель.
Їх можна порівняти з торнадо, оскільки вони є погодними явищами, що включають вертикально орієнтований обертовий стовп вітру. Однак більшість торнадо пов'язані з більшою материнською циркуляцією, мезоциклоном у середній частині суперкоміркової грози. Піщані вихори утворюються як завихрена висхідна течія за сонячних умов під час гарної погоди, рідко наближаючись до інтенсивності торнадо.

## Формування

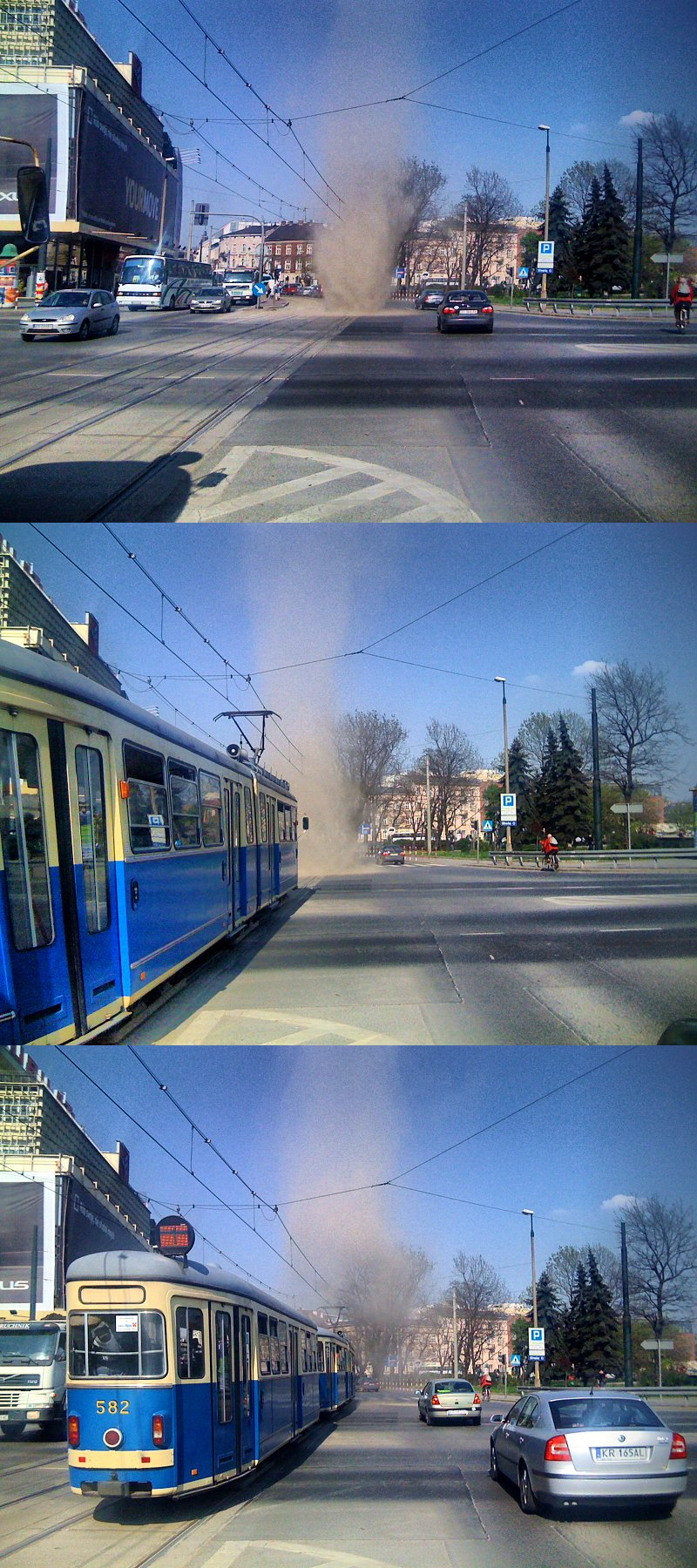
Пиловий вихор у Кракові, Польща

Пиловий вихор утворюється, коли кишеня гарячого повітря поблизу поверхні швидко піднімається через більш прохолодне повітря над нею, утворюючи висхідний потік. Якщо умови ідеальні, висхідний потік може почати обертатися. Коли повітря швидко піднімається вгору, стовп гарячого повітря розтягується вертикально, тим самим переміщуючи масу ближче до осі обертання, що спричиняє посилення ефекту обертання за рахунок збереження моменту імпульсу. Вторинний потік пилового вихору змушує інше гаряче повітря рухатися горизонтально всередину до дна новоутвореного вихору. Оскільки більше гарячого повітря спрямовується до вихору, що розвивається, щоб замінити повітря, що піднімається, ефект обертання стає ще більш посиленим і самопідтримуваним. Повністю сформований пиловий вихор являє собою воронкоподібний димар, яким гаряче повітря рухається як вгору, так і по колу. Коли гаряче повітря піднімається вгору, воно охолоджується, втрачає свою плавучість і, зрештою, перестає підніматися. Коли він піднімається, він витісняє повітря, яке опускається за межі ядра вихору. Це холодне повітря, що повертається, діє як баланс проти обертової зовнішньої стінки гарячого повітря та підтримує стабільність системи.
Обертовий ефект разом із поверхневим тертям зазвичай спричиняє рух вперед. Пиловий вихор може витримати, якщо він рухатиметься над найближчими джерелами гарячого поверхневого повітря.
Оскільки доступне гаряче повітря біля поверхні спрямовується вгору по пиловому вихру, зрештою навколишнє холодніше повітря всмоктуватиметься. Коли це відбувається, ефект драматичний, пиловий вихор розсіюється за секунди. Зазвичай це відбувається, коли пиловий вихор рухається повільно (виснаження) або починає заходити на місцевість, де температура поверхні нижча.
Певні умови збільшують ймовірність утворення пилового вихору.
- Рівна безплідна місцевість, пустеля чи асфальт: рівнинні умови збільшують ймовірність того, що «паливо» гарячого повітря буде майже постійним. Запилені або піщані умови призведуть до того, що частинки потраплять у вихор, роблячи пиловий вихор легко видимим, але це не є необхідним для його утворення.
- Ясне небо або невелика хмарність: поверхня повинна поглинати значну кількість сонячної енергії, щоб нагріти повітря біля поверхні та створити ідеальні умови для пилового вихору.
- Легкий вітер чи штиль та прохолодна атмосферна температура. Основним фактором стійкості пилового диявола є надзвичайна різниця температур між приземним повітрям і атмосферою. Вітряні умови дестабілізують ефект обертання пилового вихору.

## Інтенсивність і тривалість
На Землі багато пилових вихорів зазвичай маленькі й слабкі, приблизно 0,9 м у діаметрі з максимальними вітрами в середньому близько 70 км/год, і вони часто розсіюються менше ніж через хвилину після формування. У рідкісних випадках пиловий вихор може вирости дуже великим і інтенсивним, іноді досягаючи діаметра до 90 м при вітрі понад 100 км/год і може тривати понад 20 хвилин до розсіювання. Через малий діаметр сила Коріоліса не є значною в самій пиловій частині, тому виникають пилові дії з антициклонічним обертанням.

## Небезпеки

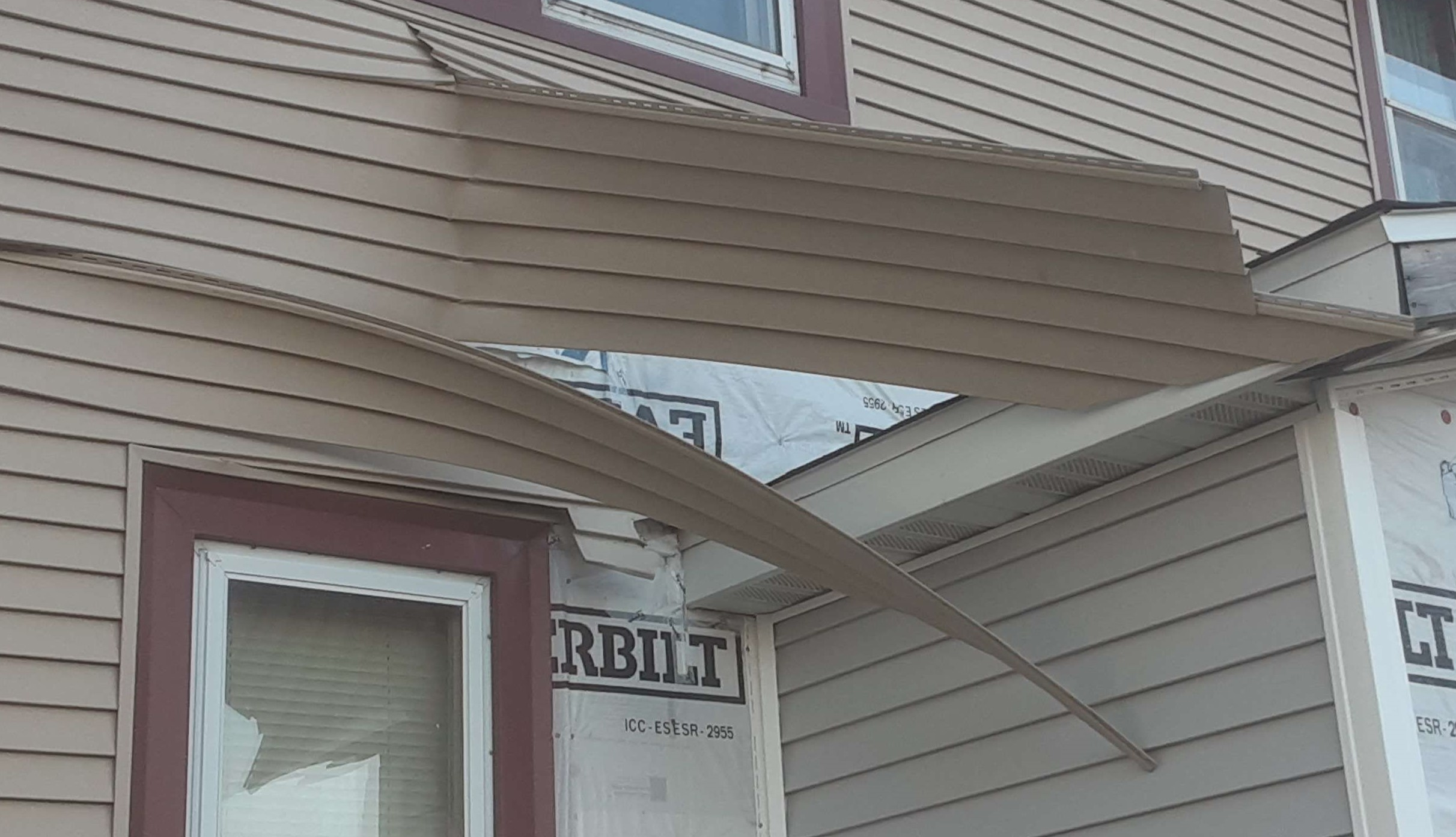
Незначне пошкодження стіни будинку від сильного пилового вихору в Айові, США

Пилові вихори зазвичай не завдають травм, але рідкісні сильні піщані вихори спричиняли пошкодження та навіть смерть у минулому. Один такий пиловий вихор вразив виставковий центр округу Коконіно у Флагстаффі, штат Аризона, 14 вересня 2000 року, завдавши значної шкоди кільком тимчасовим наметам, стендам і кіоскам, а також деяким постійним спорудам виставкового комплексу. Повідомляється про кількох поранених, але загиблих немає. Зважаючи на ступінь залишених пошкоджень, за оцінками, пиловий диявол створив вітер потужністю 120 км/год, що еквівалентно торнадо рівня EF0.
19 травня 2003 року пиловий вихор підняв дах двоповерхової будівлі в Лебаноні, штат Мен, спричинивши її обвал і вбивство людини всередині.
18 червня 2008 року поблизу Каспера, штат Вайомінг, жінка була вбита, коли пиловий вихор спричинив перекидання на неї маленького бомбардирського навісу на молодіжному бейсбольному полі. Вона намагалася сховатися від пилового вихору, зайшовши за сарай.
В Іст-Ель-Пасо, штат Техас, у 2010 році троє дітей у надувному замку були підхоплені пиловим вихором і підняті на висоту понад 3 м. Вони перелетіли через паркан і приземлилися на задньому дворі за три будинки.
У Коммерс-Сіті, штат Колорадо, у 2018 році потужний пиловий вихор підняв у повітря дві туалетні кабінки; ніхто не постраждав.
У 2019 році великий пиловий вихор в окрузі Юйчен, провінція Хенань, Китай, убив 2 дітей, поранив 18 дітей і 2 дорослих, коли в повітря піднявся надувний замок.
Пилові вихори були причетні до близько 100 авіакатастроф. Хоча багато інцидентів були простими проблемами з рулінням, деякі з них мали фатальні наслідки. Пилові вихори також вважаються головною небезпекою серед парашутистів і пілотів парапланів, оскільки вони здатні спричинити падіння парашута або параплана без попередження на висотах, які вважаються надто низькими для відчеплення, і призвести до серйозних травм або смерті парашутистів. Так було 1 червня 1996 року, коли пиловий вихор спричинив падіння парашута парашутиста приблизно на 9,1 м над землею. Пізніше він помер від отриманих травм.
Пилові вихори також можуть сприяти лісовим пожежам. Один випадок стався в Енгебеку, Данія, у 1868 році, коли пиловий вихор кинув пучок трави в обігрівач, викликавши лісову пожежу, яка, ймовірно, поширилася на площину від 10 000 до 50 000 гектарів або більше.

## Електромонтажні роботи
Пилові вихори, навіть малі (на Землі), можуть виробляти радіошуми та електричні поля понад 10 000 вольт на метр. Пиловий диявол збирає дрібні частинки бруду та пилу. Коли частинки обертаються, вони стають електрично зарядженими через контакт або тертя (трибоелектризація). Заряджені частинки, що обертаються, також створюють магнітне поле, яке коливається від 3 до 30 разів кожну секунду.
Ці електричні поля можуть допомогти вихорам підняти матеріал із землі в атмосферу. Польові експерименти показують, що піщаний вихор може підняти 1 грам пилу в секунду з кожного квадратного метра землі, над якою він проходить. Великий пиловий диявол розміром близько 100 метрів у своїй основі може підняти близько 15 метричних тонн (17 коротких тонн) пилу в повітря за 30 хвилин. Гігантські пилові бурі, які проносяться пустелями світу, щорічно створюють 8 % мінерального пилу в атмосфері під час кількох штормів, які трапляються. Для порівняння, значно менші пилові вихори, які крутяться пустелями влітку, піднімають приблизно втричі більше пилу, таким чином маючи більший сукупний вплив на вміст пилу в атмосфері. Коли це відбувається, їх часто називають піщаними стовпами.

## Марсіанські пилові вихори

Пиловий вихор, знятий марсоходом «К'юріосіті» у 2020 році

Марсіанські пилові дияволи — це конвективні атмосферні вихори, які виникають на поверхні Марса. Вони були виявлені на основі даних, наданих зондами НАСА «Вікінг», і були сфотографовані орбітальними супутниками та наземними марсоходами у наступних місіях.
Хоча за формуванням і зовнішнім виглядом марсіанські пилові дияволи порівнюються з земними пиловими дияволами, вони можуть бути у багато разів більшими, ніж земні. Вони можуть бути достатньо потужними, щоб становити загрозу для марсоходів та інших технологій, хоча деякі задокументовані випадки справді принесли користь марсоходам, очистивши їх від пилу.

## Інші назви
В Австралії пилові вихори більш відомі як «Віллі Віллі». В Ірландії пилові вихори називають «sí gaoithe» або «казковий вітер».

## Пов'язані явища

### Попільні вихори
Гарячі згарники під щойно відкладеним попелом у нещодавно спалених місцях іноді можуть утворювати численні пилові вихори. Менша вага та темніший колір попелу можуть утворювати пилові вихори, які видно на сотні футів у повітрі.
Попільні вихори за формою схожі на пилові вихори, і їх часто можна побачити в нестабільні дні на ділянках пошкоджень від нещодавніх пожеж.
Вугільні дияволи поширені у вугільному місті Цагаан-Хад у провінції Південна Гобі, Монголія. Вони виникають, коли пилові вихори збирають велику кількість накопиченого вугілля. Їх темний колір робить їх схожими на деякі торнадо.

### Вогняні вихори
Вогняні вихори, яких іноді називають вогняними дияволами або вогняними торнадо, можна побачити під час інтенсивних пожеж у горючих будівельних конструкціях або, частіше, під час лісових чи чагарникових пожеж. Вогняний вихор — це вихороподібне утворення легкозаймистих газів, що виділяються з горючої речовини. Генезис вихору, ймовірно, схожий на той що у звичайного пилового вихру. На відміну від пилового вихру, малоймовірно, що висота, досягнута вихором вогняного газу, перевищує видиму висоту вертикального полум'я через турбулентність навколишніх газів, які перешкоджають створенню стабільного прикордонного шару між газами, що обертаються/піднімаються. відносно навколишніх газів.

### Сінні вихори
«Сінний вихор» — це легкий вихор, який утворюється в теплому повітрі над полями свіжоскошеного сіна. Вихор утворюється зі стовпа гарячого повітря, що піднімається від землі в спокійні сонячні дні, нешкідливо кидаючи та крутячи стебла та клубки сіна в повітрі, часто на радість дітям і глядачам.

### Снігові вихори
Ті самі умови можуть спричинити сніговий вихор, або як його іноді називають «снігнадо», хоча диференціальне нагрівання є складнішим у засніжених областях.

### Парові вихори
Паровий вихор — це невеликий вихровий стовп насиченого повітря різної висоти, але малого діаметра, який утворюється, коли холодне повітря лежить над набагато теплішою водоймою або насиченою поверхнею. Вони також часто спостерігаються в парі, що піднімається з градирень електростанцій.